# Parornix fumidella
Parornix fumidella är en fjärilsart som beskrevs av Kuznetzov 1979. Parornix fumidella ingår i släktet Parornix och familjen styltmalar. Inga underarter finns listade i Catalogue of Life.